# فوزية عبد العليم
فوزية عبدالعليم (1939 - 25 يوليو 2019) هي ممثلة مصرية.

## مسيرتها
شاركت بالعديد من الأعمال الفنية في مجال التلفزيون والسينما، أبرز أدوارها السينمائية دور "أم جاد" في فيلم صاحب صاحبه مع محمد هنيدي واشرف عبدالباقي، وأبرز أدوارها في التلفزيون دور "صوفيا" في مسلسل ونيس وأحفاده مع محمد صبحي، كما شاركت في بعض مسلسلات الست كوم مثل مسلسل العيادة لفوزية عبدالعليم مواهب أخرى بالإضافة إلي التمثيل : مثل الرسم والشعر والموسيقي وقد كانت تجيد العزف علي الكمان، كما أن حياتها بها العديد من محطات النضال الوطني والاهتمام بالقضايا العربية.

## حياتها
تعلقت الفنانة فوزية عبدالعليم من صغرها بالفن، وبدأت رحلتها معه في خمسينيات القرن الماضي مع الفنان القدير يوسف وهبي وفرقة رمسيس المسرحية اشتهرت[أين؟] في بداية مشوارها الفني باسم "أم كلثوم" لعشقها الشديد لسيدة الغناء العربي من جانب، ومن جانب آخر حتى لا يتردد اسمها الحقيقي لدي عائلتها الأزهرية، التي كانت رافضة لخوض فوزية لهذا المجال. حتى انها قيدت في نقابة المهن التمثيلية بهذا الاسم.
شاركت في بعض الأفلام القديمة في فترة الستينيات وحتى بداية السبعينيات في عدة أدوار مميزة[معلومة أم رأي؟]. وكانت تبلغ من العمر وقتها 19 عامًا.
اعتزلت الفن لمدة عشرين عامًا بعد زواجها من عصمت عبد الكريم، وتفرغت لأسرتها،  أنجبت ثلاثة ابناء: نيفين ووحيد وسوزان.[بحاجة لمصدر]
عادت إلى ساحة الفن مرة أخرى، وقامت بعدة أدوار كانت البداية فيها مع المخرج عمرو عرفة وفيلم أفريكانو عام 2001م ومن بعده توالت أعمالها الفنية ما بين التلفزيون والسينما والتي يمكن حصرها في الآتي:

## أعمالها الفنية

### أفلام
- 2001 – أفريكانو
- 2001 – الرجل الابيض المتوسط
- 2001 – جاءنا البيان التالي
- 2001 – الساحر
- 2001 – حراميه في كي جي تو
- 2002 – صاحب صاحبه
- 2004 – خالتي فرنسا
- 2004 – بحب السيما
- 2007 – أنا مش معاهم
- 2009 – قاطع شحن

### مسلسلات
- 2002 – أوراق مصرية - الجزء الثاني
- 2003 – شباب أون لاين - مسلسل ست كوم -
- 2008 – راسين في الحلال - مسلسل ست كوم -
- 2008 – العيادة - الجزء الأول - مسلسل ست كوم -
- 2009 – يوميات ونيس وأحفاده - الجزء السادس في دور صوفيا
- 2009 – وكالة عطية - مسلسل- دور ثانوي

## كفاح وطني ومواهب أخرى
كانت فوزية متعددة المواهب، فكانت تعشق الرسم وتكتب الشعر والأغاني، وكانت دائمة الحضور لصالون الشاعر أحمد رامي، كانت تهوي الموسيقي وتجيد العزف علي الكمان.
كما كان لها أيضا تاريخ طويل مع النضال الوطني، وكانت ناشطة فاعلة في العديد من القضايا العربية المهمة، فشاركت بالتمريض أثناء العدوان علي مصر، شاركت في حملات التبرع بالدم أثناء حرب أكتوبر 1973م، شاركت في العديد من المؤتمرات التي تناصر القضية الفلسطينية، سافرت إلي دولة العراق للمشاركة في الاحتجاج والاعتراض علي حرب أمريكا علي العراق، شاركت أيضاً في الثورات المصرية الأخيرة.